# 竹迫城
竹迫城（たかばじょう）は、熊本県合志市上庄にあった日本の城。合志城とも呼ばれ、その他に蛇尾城・穴の城・上庄城の別名もある。合志市指定史跡。また、城絵図が合志市指定有形文化財に指定されている。

## 概要
鎌倉時代初期から戦国時代末期までの約400年間、肥後国合志郡における政治・軍事の中心であった。築城から戦国時代初期までを竹迫氏、それ以降は合志氏が居城とする。川沿いの丘陵を利用して造られた中世様式の城で、土塁と空堀によって郭が形成されており石垣は見られない。城の縄張りは東西1800メートル×南北1400メートルとされる。中央の最高所に位置する本丸跡は楕円形（50メートル×30メートル）の平坦地となっている。

## 沿革
- 鎌倉時代はじめの建久年間（1190年 - 1198年） - 合志郡の地頭職に任じられた中原師員（竹迫氏初代・竹迫輝種）によって築城される。
- 1337年（延元2年/建武4年） - 南北朝の争いが九州に及び、北朝方の合志幸隆が守る竹迫城を、南朝方の菊池武重が攻める。
- 1510年（永正7年） - 竹迫氏第15代の竹迫公種が豊後へ移転。
- 1511年（永正8年） - 竹迫氏に代わって合志隆岑が城主となる。
- 1551年（天文20年） - 菊池義武に与し大友義鎮の攻撃を受けるも落城せず。
- 1584年（天正12年） - 龍造寺隆信の攻撃を受ける。
- 1585年（天正13年） - 島津氏の侵攻を受ける。新納久饒および川上忠堅の軍勢を合志隆重が迎え撃つが敗れて開城。
- 1587年（天正15年） - 豊臣秀吉の九州征伐を受け、薩摩へ撤退する島津氏が城を焼却。
- 1990年（平成2年） - 菊池郡合志町（現・合志市）により公園として整備される。